# José Tocornal Jordán

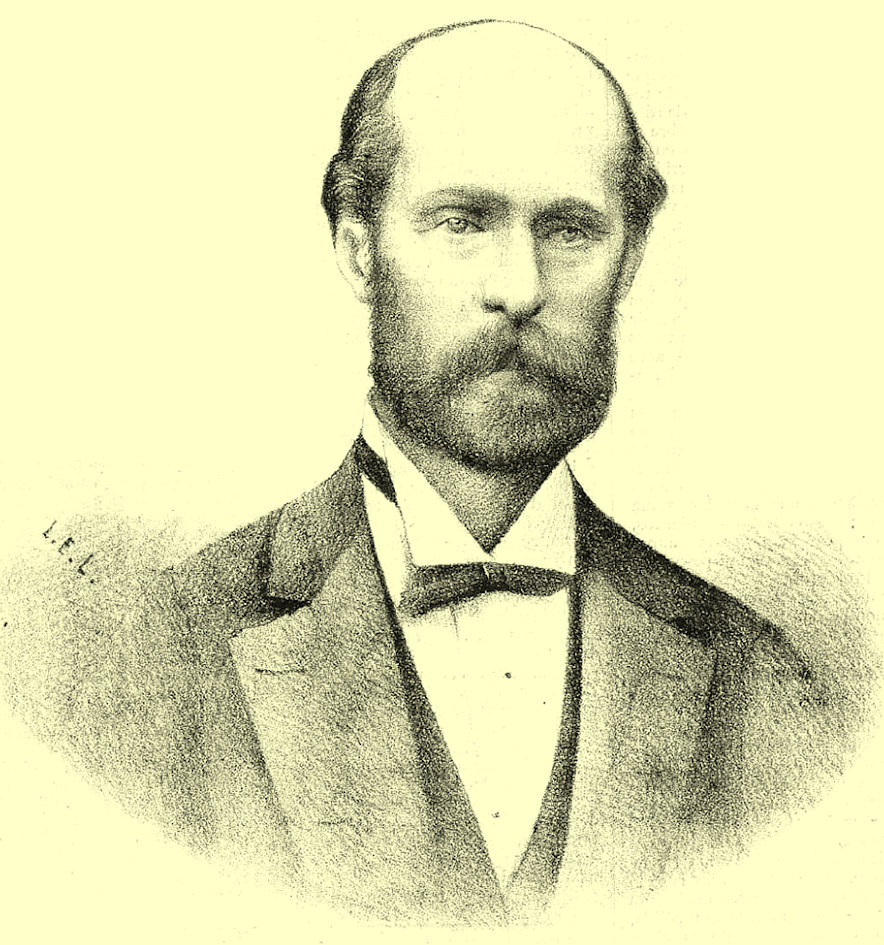
José Tocornal Jordán.

José Luis Tocornal Jordán (Santiago, 1835 - ibídem, 18 de marzo de 1916) fue un abogado y político conservador chileno.

## Datos biográficos
Hijo de Joaquín Tocornal Jiménez y de Delfina Jordán Valdivieso. Se casó Alejandra Lecaros Lecaros.
Estudió en el Instituto Nacional y en el Colegio de los Sagrados Corazones de Santiago (1849-1852). Ingresó a la Facultad de Derecho de la Universidad de Chile, donde juró como abogado el 16 de enero de 1860. Su tesis versó sobre: "De la Rescisión de la Venta por Lesión Enorme, según el Código Civil".

## Actividades públicas
- Militante del Partido Conservador.
- Alcalde de Santiago (1879).
- Ministro de Relaciones Exteriores (agosto-octubre de 1890).
- Consejero de Estado, elegido por el Senado (1902).
- Diputado por Concepción, Talcahuano y Coelemu (1897-1900), integró la comisión permanente de Hacienda e Industria.
- Senador por Santiago (1906-1912), figuró en la comisión permanente de Relaciones Exteriores.